# Nirvana 2002
A Nirvana 2002 svéd death metal együttes volt. 1988-ban alakultak, és 1991-ben oszlottak fel. Edsbynben alakultak. Eredetileg "Prophet 2002" volt a nevük, majd Nirvanára változtatták. Mikor meglátták, hogy az ugyanilyen nevű amerikai grunge együttes reklámozta bemutatkozó kislemezét, a Love Buzz/Big Cheese-t, hozzátették a "2002"-t a nevükhöz. Az együttes a svéd death metal mozgalom első hullámának egyik képviselője volt. Pályafutásuk alatt csak demókat adtak ki, amelyek nagy többségét a stockholmi Sunlight Stúdióban rögzítették. Az együttes sosem adott ki egy stúdióalbumot sem, az érdeklődés viszont megnőtt a kiadványaik iránt.
A Relapse Records összegyűjtötte az összes demójukat és próbatermi felvételüket egy lemezre, és a Recordings 89-91 név alatt adta ki.

## Diszkográfia
- Truth & Beauty (demo, 1989)
- Excursions in the 2002nd Dimension (demo, 1989)
- Appendix / Nirvana 2002 / Authorize / Fallen Angel (split lemez, 1990)
- Disembodied Spirits (demo, 1990)
- Promo 91 (demo, 1991)
- Recordings 89-91 (válogatáslemez, 2009)